# Ординарець
Ординарець (нім. Ordonnanz, фр. ordonnance — вістовий, від лат. ordino — наводжу в порядок, призначаю, керую), у російській армії — військовослужбовець (рядовий, унтер-офіцер, офіцер) що призначався у військовий штаб, до командира або до почесної особи для виконання їх доручень, головним чином, для зв'язку та передачі наказів. В Радянських Збройних Силах під час Німецько-радянської війни ординарці 1941-45 (солдати) виділялися в розпорядження командного складу.
У царському флоті його аналогом був вістовий.

## Історія
Після розформування козачої дивізії, якою командував Михайло Скобелєв, і призначення його в свиту імператора, Скобелєв, не мислив себе поза армією, для того щоб не сидіти без справи у Головній квартирі імператора домовився з начальником 14-ї піхотної дивізії Михайлом Івановичем Драгомировим, про своє зарахування до нього в ординарці. Виключно рідкісний випадок: генерал-майор в ролі ординарця у генерал-майора. Але справа в тому, що Скобелєв, навіть перебуваючи в цій скромній посаді, хотів отримати користь — у Драгомирова було чому повчитися, і він не соромився вчитися, питав, прагнучи надати посильну допомогу..

## Відомі ординарці
- Петро Семенович Ісаєв, широко відомий як Петька — ординарець В. І. Чапаєва

### Вигадані ординарці
- Бравий солдат Швейк — ординарець обер-лейтенанта Лукаша, був прикомандирований до одинадцятої маршової роти.